# Santa Maria de Balaguer
Santa Maria de Balaguer és l'església parroquial de la ciutat de Balaguer (Noguera) declarada bé cultural d'interès nacional.

## Descripció
Sobre la ciutat de Balaguer i en un tossal a la dreta del riu Segre, s'alça l'església parroquial de Santa Maria, que dona a la ciutat una silueta característica i inconfusible. És un edifici d'una sola nau molt àmplia, amb capelles laterals situades entre els contraforts i amb un absis poligonal de set cares. La coberta de la nau i de l'absis és feta a base de voltes d'ogiva estrellades, que recolzen, per mitjà d'arcs torals, sobre columnes adossades a la nau o sobre capitells a l'absis. Cada un dels trams de la coberta correspon a dues capelles per banda, amb l'excepció del tram del campanar, amb volta de creueria. Tres d'aquestes capelles serveixen de vestíbuls a tres portalades que té l'església, una al mur de ponent, i una a cada costat de la nau. L'interior, l'il·luminen cinc finestrals situats a l'absis i cinc òculs a la nau central.
És un edifici de formes senzilles i compactes, sobretot a l'exterior on, a part els grans contraforts, només sobresurt l'estructura del campanar. Aquest és prismàtic, octogonal (amb una escala interior de caragol), està dividit en quatre pisos per cornises, i presenta un pis de finestres amb arc de mig punt al quart nivell.
Tot el conjunt ha estat objecte d'obres de consolidació, entre les quals podem destacar la incorporació recent d'estructures metàl·liques per descarregar el pes de les voltes.

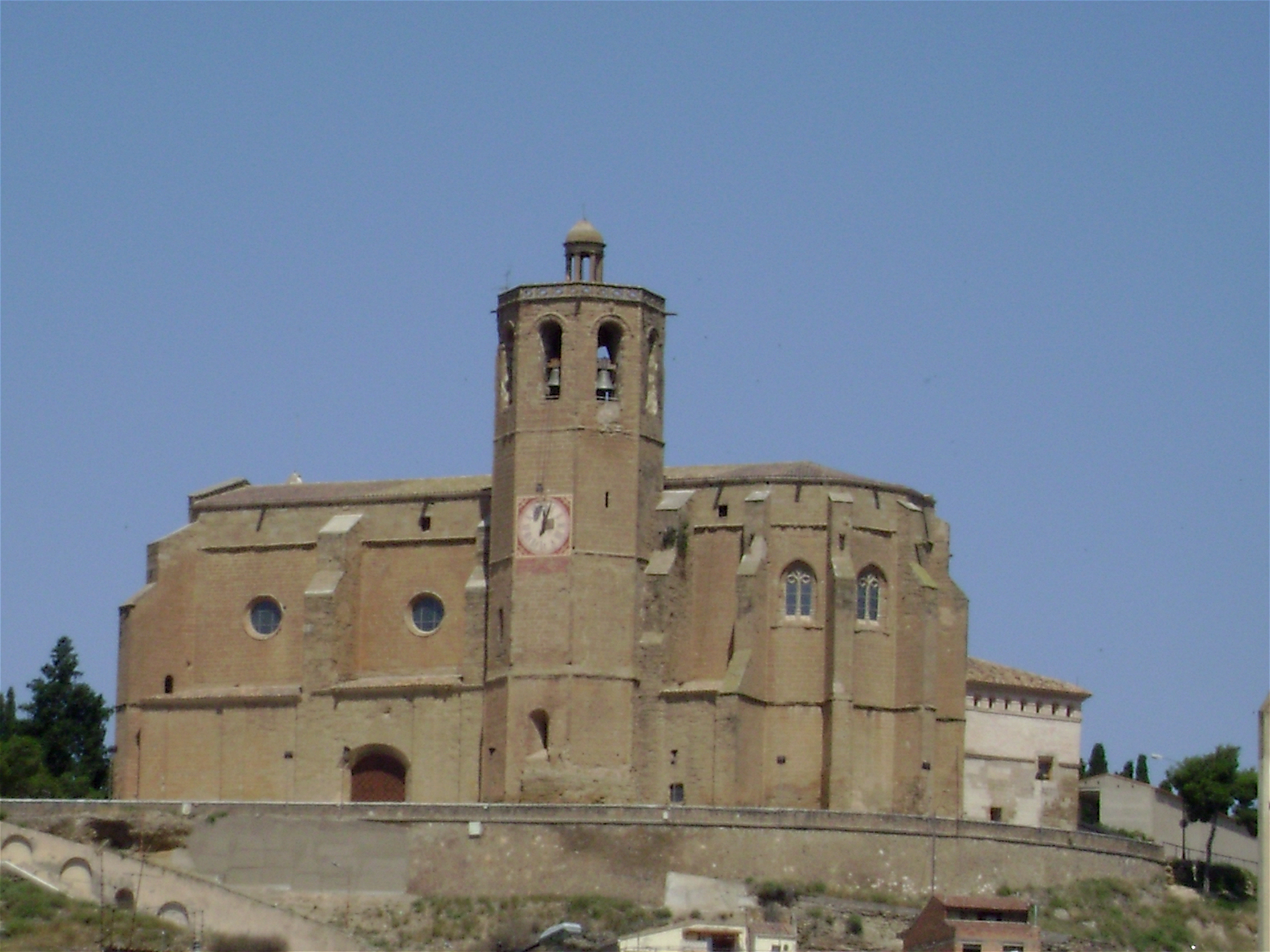
Vista general
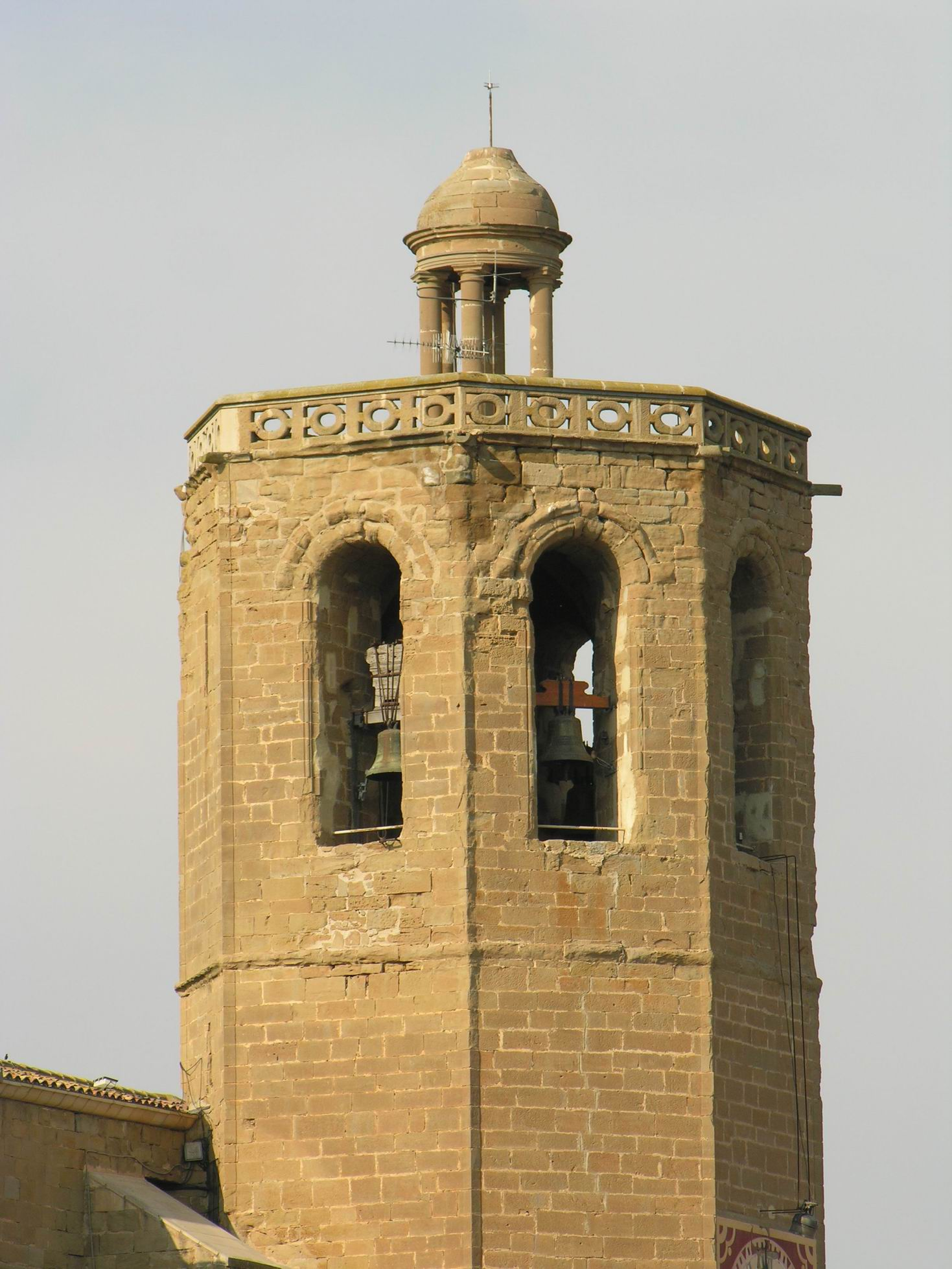
Detall del campanar
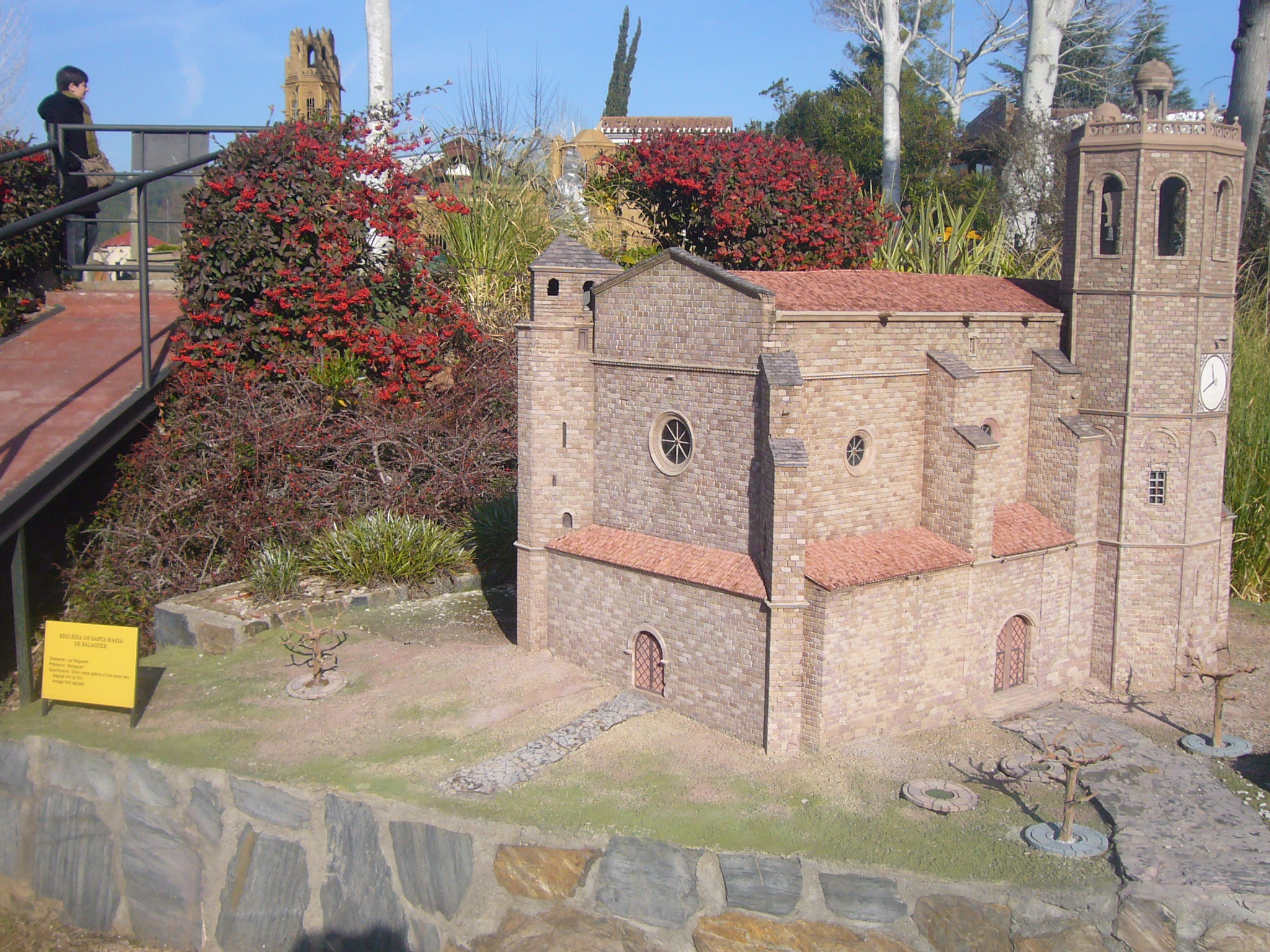
Maqueta a Catalunya en Miniatura

## Història
Els orígens de l'església de Santa Maria poden situar-se el 1189, quan Ermengol VIII signà un document que atorgava uns terrenys per a la construcció d'una nova església al costat de la de Sant Miquel, avui inexistent. Però com que aquesta encara s'utilitzava, com també la parròquia de Sant Salvador, les obres de Santa Maria no començaren fins al 1351, gràcies a un donatiu de 30.000 sous barcelonesos del rei Pere el Cerimoniós.
Se'n desconeix el procés constructiu, però hi ha notícies que el 1392 ja s'hi instal·laren les dues primeres campanes, fet que indica que el campanar devia estar acabat. També es té notícia d'una reunió celebrada allí, presidida pel comte Jaume II d'Aragó, el 1413, per decidir les mesures a adoptar a causa del setge de Balaguer per Ferran d'Antequera, la qual cosa pressuposa l'existència d'una nau ja coberta. A mitjan segle xvi es va donar la darrera empenta per acabar les obres, després de més d'un segle de paralització. Finalment, el 24 de febrer de 1558 va ser consagrada i dedicada a Santa Maria. El 1575 va passar a ser la parròquia de Balaguer. Després de la desamortització, fou convertida en caserna i presó (1836). El culte hi fou restaurat el 1881, però el 1923 tornà a utilitzar- se com a presó, igual que durant el període 1936-39.